# Imre Tagscherer
Imre Tagscherer (ur. 25 maja 1972 w Budapeszcie) – węgierski biathlonista i biegacz narciarski, olimpijczyk. Zadebiutował w biathlonie w rozgrywkach Pucharu Świata w roku 1992. Jego brat Zoltán również jest biegaczem narciarskim i biatlonistą.
Jego najlepszy dotychczasowy wynik w Pucharze świata to 67. miejsce w sprincie w Val Cartier w sezonie 1998/99.
Podczas Igrzysk Olimpijskich w Salt Lake City w roku 2002 zajął 70. miejsce w biegu indywidualnym i 75 w sprincie. Na Igrzyskach Olimpijskich w Turynie w 2006 roku zajął 77. miejsce w biegu indywidualnym i 74 w sprincie.
Na Mistrzostwach świata w roku 1995 w Anterselvie zajął 22. miejsce w sztafecie. Na Mistrzostwach świata w roku 1996 w Ruhpolding również zajął 22. miejsce w sztafecie. Na Mistrzostwach świata w roku 1997 w Osrblie zajął 89. miejsce w biegu indywidualnym i 84 w sprincie.
Na Mistrzostwach świata w roku 2000 w Holmenkollen zajął 90. miejsce w biegu indywidualnym i 88 w sprincie. Na Mistrzostwach świata w roku 2001 w Pokljuce zajął 83. miejsce w biegu indywidualnym i 96 w sprincie. Podczas Mistrzostw świata w roku 2004 w Oberhofie zajął 86. miejsce w biegu indywidualnym i 101 w sprincie. Na Mistrzostwach świata w roku 2005 w Hochfilzen zajął 89. miejsce w biegu indywidualnym i 86 w sprincie. Na Mistrzostwach świata w roku 2007 w Anterselvie zajął 107. miejsce w biegu indywidualnym i 88 w sprincie. Na Mistrzostwach świata w roku 2008 w Östersund zajął 90. miejsce w biegu indywidualnym i 99 w sprincie.
Podczas Mistrzostw świata w Pjongczangu zajął 112. miejsce w biegu indywidualnym i 109 w sprincie.

## Osiągnięcia

### Zimowe Igrzyska Olimpijskie
| 2002 Salt Lake City/Park City (USA)    | 70. miejsce (IN), 75. miejsce (SP)  |
| 2006 Turyn/Cesana San Sicario (Włochy) | 77. miejsce (IN), 74. miejsce (SP)  |
| 2010 Vancouver/Whistler (Kanada)       | 82. miejsce (IN), 80. miejsce (SP), |

### Mistrzostwa Świata
| 1995 Anterselva (Włochy)             | 22. miejsce (RL)                     |
| 1996 Ruhpolding (Niemcy)             | 22. miejsce (RL)                     |
| 1997 Osrblie (Słowacja)              | 89. miejsce (IN), 84. miejsce (SP)   |
| 1999 Holmenkollen (Norwegia)         | 77. miejsce (IN)                     |
| 2000 Holmenkollen (Norwegia)         | 90. miejsce (IN), 88. miejsce (SP)   |
| 2001 Pokljuka (Słowenia)             | 83. miejsce (IN), 96. miejsce (SP)   |
| 2004 Oberhof (Niemcy)                | 86. miejsce (IN0, 101. miejsce (SP)  |
| 2005 Hochfilzen (Austria)            | 89. miejsce (IN), 86. miejsce (SP)   |
| 2007 Anterselva (Włochy)             | 107. miejsce (IN), 88. miejsce (SP)  |
| 2008 Östersund (Szwecja)             | 90. miejsce (IN), 99. miejsce (SP)   |
| 2009 P'yŏngch'ang (Korea Południowa) | 112. miejsce (IN), 109. miejsce (SP) |